# Goo Hara
Goo Hara (født 3. januar 1991, død 24. november 2019), bedre kendt som Hara, var en sydkoreansk sanger og var medlem af den sydkoreanske pigegruppe Kara (koreansk: 카라) som havde fem medlemmer (Park Gyuri (leder), Han Seungyeon, Goo Hara, Jung Nicole og Kang Jiyoung) og blev dannet af DSP Media i 2007. Endvidere virkede hun som skuespillerinde, således i tv-dramaer herunder City Hunter i 2011. Hun debuterede som solist i juli 2015 med udgivelsen af sin EP Alohara (Can You Feel It?).

## Liv og karriere

### Tidligt liv og uddannelse
Hara blev født den 3. januar 1991 i Gwangju, Sydkorea. Hun deltog i SM Entertainments konkurrence for unge artister i 2005. I 2007 prøvede hun uden succes at konkurrere for en kontrakt med JYP Entertainment.
Hun gik på Sungshin Kvindelige Universitet (성신여자대학교).

### 2008–2015: Kara og solo aktiviteter
Hara blev medlem af pigegruppen Kara i 2008 efter, at det tidligere medlem Kim Sung-hees havde forladt gruppen.
I oktober 2009 blev hun deltager i KBS' realityshow Invincible Youth.
I 2011 debuterede hun i SBS City Hunter. Hun medvirkede i rollen som Choi Da-hye, datter af Sydkoreas præsident. I november 2011 blev hun og Nicole Jung de nye MC'er for Inkigayo. De forlod showet den 19. august 2012.
I 2013 samarbejdede hun med den japanske musiker og sangskriver Fukuyama Masaharu for at indspille en sang kaldet "Magic of Love" på koreansk under projektgruppen HARA+. Sangen blev brugt som et lydspor til FujiTVs drama Galileo, som Masaharu medvirkede i. I oktober 2013 blev hun udnævnt til bloddonorambassadør for Hanmaum Blood Bank.
Hendes eget realityprogram med titlen On & Off blev sendt den 29. december 2014 på MBC Music.
I januar 2015 begyndte hun at være vært for KBS' idol-skønhedsshow A Style For You sammen med Super Juniors Kim Heechul, EXIDs Hani og Sistars Yoon Bora. I juni 2015 udgav hun en skønhedsbog med titlen Nail HARA.

### 2015–2019: Solodebut og afgang fra DSP Media
I juli 2015 debuterede Hara som soloartist med udgivelsen af EP Alohara (Can You Feel It?), der toppede på en 4. plads på de indenlandske hitlister. På titelsporet "Choco Chip Cookies" medvirkede den sydkoreanske rapper Giriboy. I oktober 2015 sluttede Hara sig til varietéshowet Shaolin Clenched Fists.
Den 15. januar 2016 forlod Hara DSP Media efter udløbet af hendes kontrakt med selskabet, hvilket fik Kara til at gå tage en ubestemt pause. Hun sluttede sig derefter til KeyEast. I december 2016 optrådte hun på Thunder's single, "Sign".
I august 2017 spillede Hara hovedrollen i en webfilm med titlen Sound of a Footstep. I november 2017 sluttede Hara sig til varietéshowet Seoul Mate.
I januar 2018 udgav hun et lydspor til dramaet Jugglers, med titlen "On A Good Day". I april 2018 var hun vært for JTBCs skønhedsshow My Mad Beauty Diary. I juli blev hun udnævnt til æresambassadør for den sjette dyrefilmsfestival.
I januar 2019 nægtede Content Y, et datterselskab af Haras agentur, KeyEast, at forny Hara's kontrakt efter dens udløb som følge af hendes tvist med sin tidligere kæreste.

## Personlige liv
Den 5. januar 2010, under en optræden på SBS' realityshow Strong Heart, indrømmede Hara at have fået tandretning og mindre kosmetisk kirurgi i ansigtet. Hun sagde, at hun altid havde haft dobbelt øjenlåg, men havde opereret for at gøre dem mere "definerede".
Den 19. januar 2011 blev det annonceret, at Hara ville opsige sin kontrakt med hendes label DSP Media sammen med tre andre medlemmer af Kara, og en retssag blev anlagt på deres vegne. Senere samme dag blev det annonceret, at hun ville trække sig fra sit engagement i tvisten og var genindtrådt i samarbejde med selskabet, da hun tilsyneladende ikke var fuldt ud klar over retssagens detaljer.
Hara datede frisør Choi Jong-bum efter, at de to først mødtes i forbindelse med skønheds-tv-programmet My Mad Beauty Diary. Omkring kl. 13.00 den 13. september 2018 brød Choi ind i Haras hus i beruset tilstand, mens hun sov, og startede et skænderi, der eskalerede til voldeligt overfald, da han angiveligt forsøgte at bryde op med hende. Politiet ankom til Haras hus, efter at Choi anklagede hende for overfald. Hara hævdede, at det var en tosidet vold, og at begge parter udsendte billeder af kølvandet på begivenheden på internettet. Under hændelsen led Hara af blødning af livmoder og vagina og blev også diagnosticeret med "cervikal forstuvning", "ansigtskonfusioner og forstuvning", "underbens kontusioner og forstuvning" og "højre underarm og yderligere forstuvninger." Efter dette anlagde Hara en retssag mod Choi for at have truet med at uploade en sexvideo af hende for at ødelægge hendes karriere. Under den første retssag, der blev afholdt den 18. april 2019, nægtede Choi de fleste anklager, men indrømmede kun, at han var ansvarlig for ødelæggelse af ejendom. I august blev han frikendt for at have filmet offerets legeme uden tilladelse, og blev idømt en fængsel på et år og seks måneder, men fik suspenderet i tre års prøvetid efter at være blevet dømt for at skræmme, tvang, fysisk overfald og ødelægge Haras ejendom.
Den 26. maj 2019 forsøgte Hara at begå selvmord i sin lejlighed og blev straks ført til hospitalet, hvorefter hun undskyldte for at have bekymret sine fans.

## Død
Den 24. november 2019 blev Hara fundet død hjemme i Cheongdam-dong, Gangnam. En politiundersøgelse af hendes dødsårsag har betragtet det som et muligt selvmord. Hendes død skete lidt over en måned efter, at endnu et idol og en nær ven af Hara, Sulli, begik selvmord. Haras håndskrevne selvmordsnotat blev fundet af politiet, der konkluderede, at der ikke var nogen anden årsag, da Hara ses på CCTV vende hjem kl. 12:40, og da der ikke var yderligere besøgende. Politiet bekræftede også, at det ikke ville udføre en obduktion efter konsultation med familien, der også nægtede anmodningen om en obduktion.
Haras begravelse blev holdt privat af familiemedlemmer og venner, men et separat sted blev åbnet i St. Mary's Hospital i Gangnam, Seoul den 26. og 27. november for fans, der ønskede at hylde og mindes hende.

## Diskografi
Se også: Kara

### EP-er
| Titel                                                                       | Detaljer                                                                                               | Bedste placeringer | Bedste placeringer | Bedste placeringer | Bedste placeringer | Salg                                       |
| Titel                                                                       | Detaljer                                                                                               | KOR                | JPN                | TWN                | US World           | Salg                                       |
| --------------------------------------------------------------------------- | --- | ------------------ | ------------------ | ------------------ | ------------------ | ------------------------------------------ |
| Alohara (Can You Feel It?)                                                  | - Udgivet: 14. juli 2015 - Label: DSP Entertainment, Loen Entertainment - Format: CD, digital download | 4                  | 64                 | 34                 | 94                 | - KOR: 6,280+ - JPN: 5,441+[kilde mangler] |
| "—" angiver at den ikke kom på hitlisten eller ikke blev udgivet i området. | |                    |                    |                    |                    |                                            |

### Singler
| Titel                                                                       | År   | Bedste placeringer | Bedste placeringer | Salg             | Album                      |
| Titel                                                                       | År   | KOR Gaon           | KOR Hot 100        | Salg             | Album                      |
| --------------------------------------------------------------------------- | ---- | ------------------ | ------------------ | ---------------- | -------------------------- |
| "Secret Love" (시크릿 러브)                                                 | 2012 | 68                 | 74                 | - KOR: 54,419    | Kara Solo Collection       |
| "Magic of Love" (사랑의 마법)                                               | 2013 | —                  | —                  | ikke tilgængelig | Galileo+                   |
| "Choco Chip Cookies" (초코칩쿠키) (feat. Giriboy)                           | 2015 | 21                 | 85                 | - KOR: 37,204    | Alohara (Can you feel it?) |
| "How About Me?" (어때) (feat. YoungJi)                                      | 2015 | —                  | —                  | - KOR: 4,804     | Alohara (Can you feel it?) |
| "WILD"                                                                      | 2018 | —                  | —                  | ikke tilgængelig | TBA                        |
| "Midnight Queen"                                                            | 2019 | —                  | —                  |                  | TBA                        |
| "—" angiver at den ikke kom på hitlisten eller ikke blev udgivet i området. |      |                    |                    |                  |                            |

### Andre optrædener
| År   | Sang                                                       | Andre artister        | Album                   | Ref.            |
| ---- | ---------------------------------------------------------- | --------------------- | ----------------------- | --------------- |
| 2011 | "I Love You, I Want You, I Need You (Sweet Acoustic Ver.)" |                       | City Hunter OST Special | [kilde mangler] |
| 2014 | "Talk About Love"                                          | Forskellige artister  | non-album song          | [ 69 ]          |
| 2017 | "Sign"                                                     | Thunder feat Goo Hara | Thunder                 | [kilde mangler] |
| 2018 | "On A Good Day"                                            |                       | Jugglers OST            | [kilde mangler] |

## Musikvideoer
- 2012: Never let go, A-JAX
- 2012: One4U, (Japansk version), A-JAX

## Filmografi

### TV-drama
| År   | Titel                  | Kanal     | Rolle         |
| ---- | ---------------------- | --------- | ------------- |
| 2008 | The Person Is Coming   | MBC       | skolflicka    |
| 2009 | Hero                   | MBC       | cameoroll     |
| 2011 | Urakara                | TV Tokyo  | Hara          |
| 2011 | City Hunter            | SBS       | Choi Da-hye   |
| 2013 | Galileo 2              | Fuji TV   | cameoroll     |
| 2014 | Secret Love            | DRAMAcube | Lee Hyun-jung |
| 2014 | It's Okay, That's Love | SBS       | cameoroll     |

## TV
- 2009: Invincible Youth
- 2009: Sunday Sunday Night Hunters
- 2011: Inkigayo